# Fusillade de Soweto en 2022
La fusillade de Soweto en 2022 est une fusillade de masse perpétrée dans une taverne située à Orlando, Soweto, dans la province du Gauteng, en Afrique du Sud.

## Le massacre
Le 9 juillet 2022, au moins 16 personnes, des jeunes de 19 à 35 ans dont deux femmes, ont été tuées dans cette fusillade à Soweto, le plus grand township historique de Johannesburg. 
Vers 21h00 GMT, un groupe d’hommes armés de fusils et d’un pistolet 9 mm a ouvert le feu au hasard sur des clients présents dans la taverne. Au moins 12 personnes ont été tuées sur les lieux et quatre autres sont décédées plus tard à l’hôpital. Les auteurs ont fui les lieux à bord d’un minibus blanc et n’ont pas été appréhendés. La police est arrivée à 04h00 GMT le 10 juillet 2022, et les victimes blessées ont été envoyées à l’hôpital Chris Hani Baragwanath. 
Le drame s'est déroulé très rapidement : les motivations ne sont ni le vol, ni une bagarre. La fusillade de masse intervient dans un contexte de violences important, un an après les émeutes de juillet 2021 au cours desquelles 350 personnes ont perdu la vie et des pillages ont eu lieu à Johannesburg et dans la province du Kwazulu-Natal. L'Afrique du sud est l'un des pays les plus violents du monde. Le ministère de la police est accusé d'être impuissant face à la circulation des armes à feu illégales. Au premier trimestre 2022, le nombre de meurtres en Afrique du Sud a augmenté de 22 % par rapport à 2021. 